# Diesel sinh học
Diesel sinh học là một loại nhiên liệu có tính chất tương đương với nhiên liệu dầu diesel nhưng không phải được sản xuất từ dầu mỏ mà từ dầu thực vật hay mỡ động vật. Diesel sinh học nói riêng, hay nhiên liệu sinh học nói chung, là một loại năng lượng tái tạo. Nhìn theo phương diện hóa học thì diesel sinh học là methyl este của những axít béo.

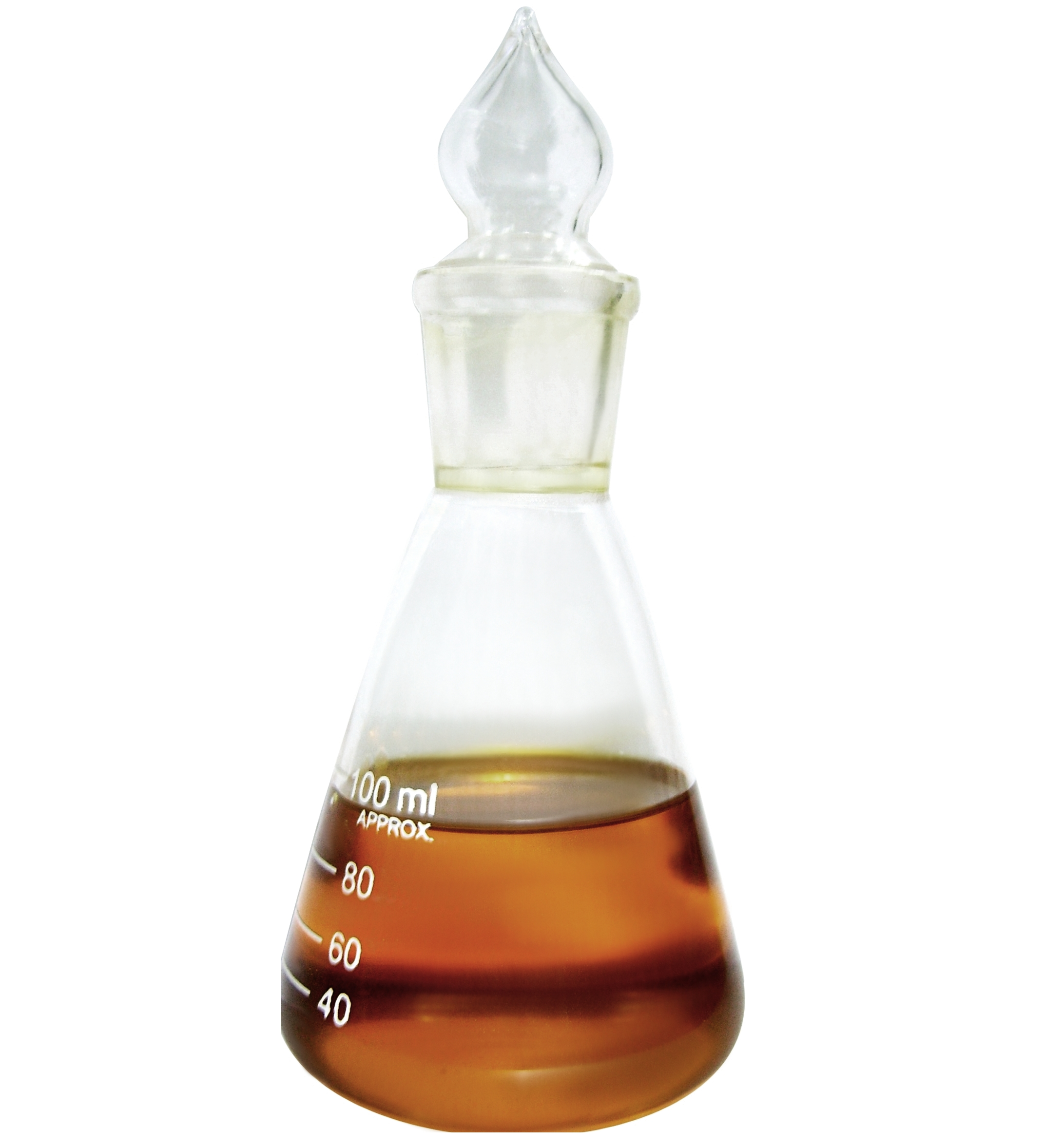
Một mẫu diesel sinh học

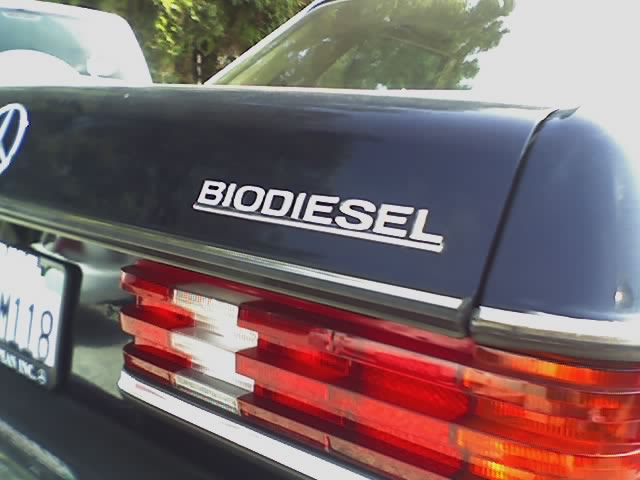
Mercedes cũ hơn là phổ biến để chạy trên diesel sinh học

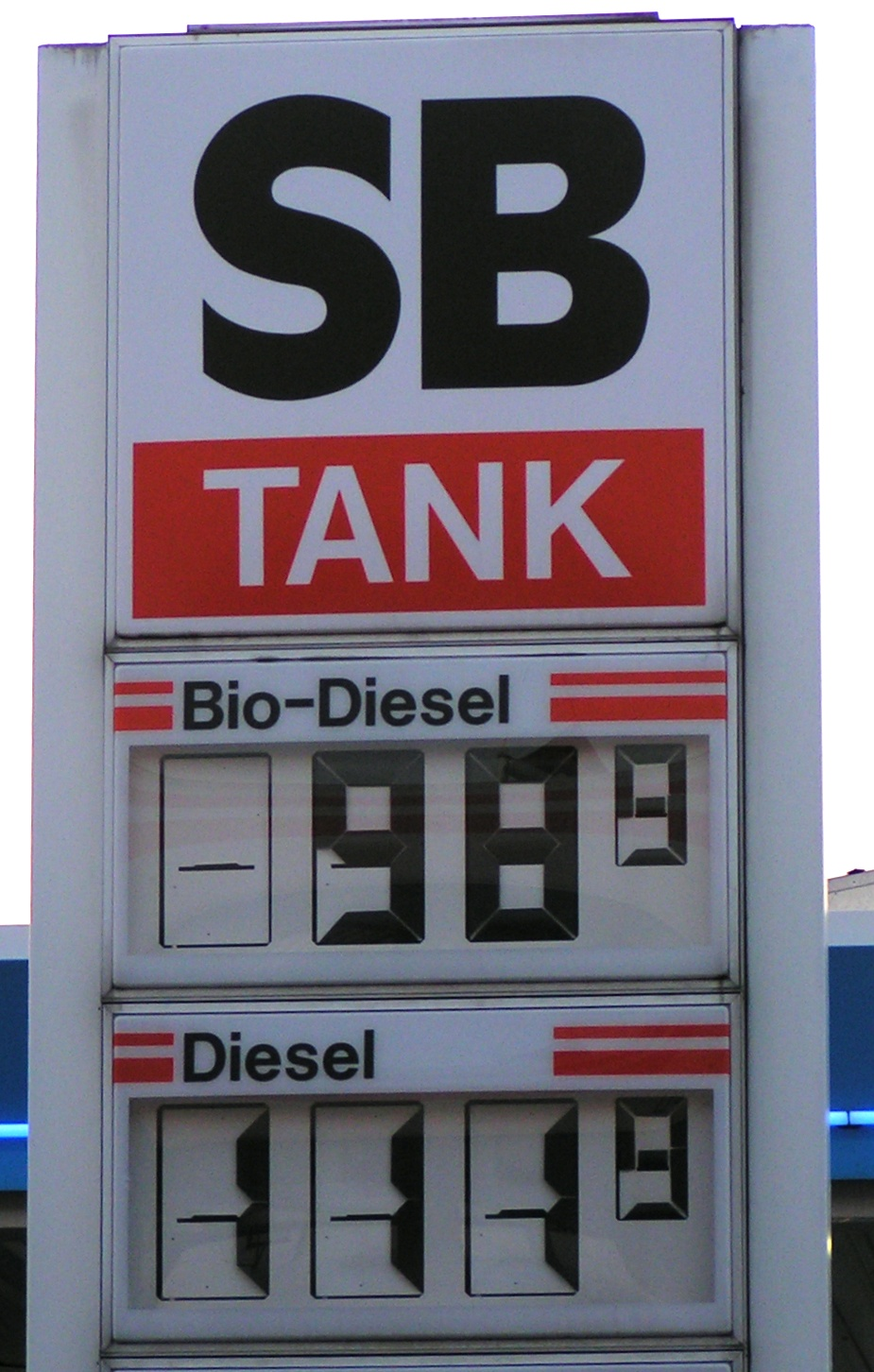
Ở một số nước, diesel sinh học ít tốn kém hơn diesel thông thường

Để kỷ niệm ngày 10 tháng 8 năm 1893, ngày chiếc động cơ Diesel do Rudolf Diesel phát triển tại Ausburg tự chạy lần đầu tiên, ngày 10 tháng 8 là ngày Diesel sinh học Quốc tế (International Biodiesel Day).

## Sản xuất
Để sản xuất diesel sinh học người ta pha khoảng 10% mêtanol vào dầu thực vật và dùng nhiều chất xúc tác khác nhau (đặc biệt là hiđrôxít kali, hiđrôxít natri và các ancolat). Ở áp suất thông thường và nhiệt độ vào khoảng 60 °C liên kết este của glyxêrin trong dầu thực vật bị phá hủy và các axít béo sẽ được este hóa với mêtanol. Chất glyxêrin hình thành phải được tách ra khỏi dầu diesel sinh học sau đấy.
Thông qua việc chuyển đổi este này dầu diesel sinh học có độ nhớt ít hơn dầu thực vật rất nhiều và có thể được dùng làm nhiên liệu thay thế cho dầu diesel mà không cần phải cải biến động cơ để phù hợp.
Chữ đầu tự dùng cho tất cả các methyl este từ dầu thực vật theo DIN EN 14214 là PME (có giá trị toàn châu Âu từ 2004).
Tùy theo loại của nguyên liệu cơ bản người ta còn chia ra thành:
- RME: Mêthyl este của cây cải dầu (Brassica napus) theo DIN EN 14214 (có giá trị toàn châu Âu từ 2004)
- SME: Mêthyl este của dầu cây đậu nành hay dầu cây hướng dương.
- PME: Mêthyl este của dầu dừa hay dầu hạt cau.

Bên cạnh đó còn có mêthyl este từ mỡ nhưng chỉ có những sản phẩm hoàn toàn từ dầu thực vật (PME và đặc biệt là RME) là được dùng trong các loại xe diesel hiện đại, khi được các nhà sản xuất cho phép.

## Các vấn đề khi chuyển sang dùng diesel sinh học
Khi muốn chuyển sang sử dụng diesel sinh học thì chính sách thông tin của nhà sản xuất xe có thể trở thành một vấn đề lớn. Thường thì chỉ sau khi tốn nhiều thời gian kiên trì đặt câu hỏi người ta mới nhận được thông tin về việc là liệu một kiểu xe nhất định đã được cho phép dùng diesel sinh học hay không và mặc dù là diesel sinh học đã có trên thị trường từ 10 năm nay nhưng phần lớn các ô tô được sản xuất hằng loạt đều không thích nghi với diesel sinh học.
Khi dùng nhiên liệu diesel sinh học cho một xe cơ giới không thích nghi với PME, diesel sinh học sẽ phá hủy các ống dẫn nhiên liệu và các vòng đệm bằng cao su. Nguyên nhân là do diesel sinh học có tính chất hóa học của một chất làm mềm, chất cũng có trong các ống dẫn nhiên liệu và vòng đệm bằng cao su. Diesel sinh học sẽ thay thế các chất làm mềm trong các ống và vòng đệm này, vật liệu lúc đầu sẽ phồng lên, lúc này nếu dùng dầu diesel có nguồn gốc từ dầu mỏ thì dầu diesel này sẽ rửa sạch diesel sinh học. Không có chất làm mềm vật liệu sẽ cứng và bị thẩm thấu nước.
Một vấn đề khác là việc nhiên liệu đi vào nhớt động cơ tại các động cơ Diesel có bộ phun nhiên liệu trực tiếp. Vấn đề này thường xảy ra trong thời gian vận hành khi động cơ được vận hành có những thời gian chạy không tải lâu dài. Lượng nhiên liệu phun càng ít thì chất lượng phân tán của miệng phun càng giảm và vì thế có xu hướng hình thành những giọt nhiên liệu không cháy bám vào thành của xi lanh nhiều hơn và sau đó là đi vào hệ thống tuần hoàn bôi trơn. Tại đây độ bền hóa học kém của RME là một nhược điểm: RME bị phân hủy dần trong hệ tuần hoàn bôi trơn vì nhiệt độ cao tại đây, dẫn đến các chất cặn thể rắn hay ở dạng keo. Vấn đề này và tính bôi trơn kém đi của nhớt động cơ khi có nồng độ nhiên liệu cao có thể dẫn đến việc động cơ bị hao mòn nhiều hơn, vì thế mà người ta khuyên là khi vận hành bằng PME nên rút ngắn thời kỳ thay nhớt.
Một ưu điểm của PME có thể lại trở thành nhược điểm khi được sử dụng thực tế ở các loại xe cơ giới: dễ bị phân hủy bằng sinh học và đi cùng là không bền lâu. Oxy hóa và nước tích tụ sẽ làm xấu đi các tính chất của PME sau một thời gian tồn trữ. Vì thế mà PME thường ít được khuyên dùng cho các xe ít được vận hành.
Ngoài ra thì vì việc đốt cháy khác nhau nên các động cơ mới không được chứng nhận là thích nghi với PME có thể có vấn đề với các bộ phận điện tử của động cơ, những thiết bị mà đã được điều chỉnh để dùng với diesel thông thường. Đặc biệt là những xe cơ giới được trang bị bộ lọc muội than trong khí thải thường hay có vấn đề vì những hệ thống này đã được điều chỉnh trước để tăng lượng nhiên liệu phun sau mỗi 500 đến 1.000 km nhằm đốt các hạt muội than trong bộ lọc. Điều tốt và có lý nếu dùng diesel thông thường này lại trở thành điều xấu khi dùng diesel sinh học: nếu sử dụng diesel sinh học thì việc tăng lượng nhiên liệu phun sẽ làm loãng nhớt động cơ. Nếu sử dụng thuần túy diesel sinh học thì việc đốt các hạt muội than trong bộ lọc trở thành không cần thiết nữa. Vì thế trong tương lai sẽ có những thiết bị cảm biến nhiên liệu dùng để nhận biết chất lượng của nhiên liệu. Lượng và thời điểm phun nhiên liệu đều có thể được tối ưu hóa.
Kinh nghiệm trong lãnh vực xe chuyên chở cho thấy là việc sử dụng diesel sinh học nhiều năm có thể dẫn đến hư hỏng bơm nhiên liệu, đặc biệt là ở những động cơ có bộ phận bơm–phun nhiên liệu trực tiếp. Xe này tuy đã được cho phép vận hành với diesel sinh học nhưng nhà sản xuất bộ phận bơm phun (Bosch AG) thì lại không cho phép công khai dùng với RME. Người ta nói là vì phân tử RME có độ lớn khác với diesel thông thường và các phân tử RME trong các kênh dẫn tinh vi không có khả năng bôi trơn đầy đủ ở áp suất cao và vì thế là nguyên nhân dẫn đến hao mòn nhanh hơn.

## Nguyên liệu cây cải dầu

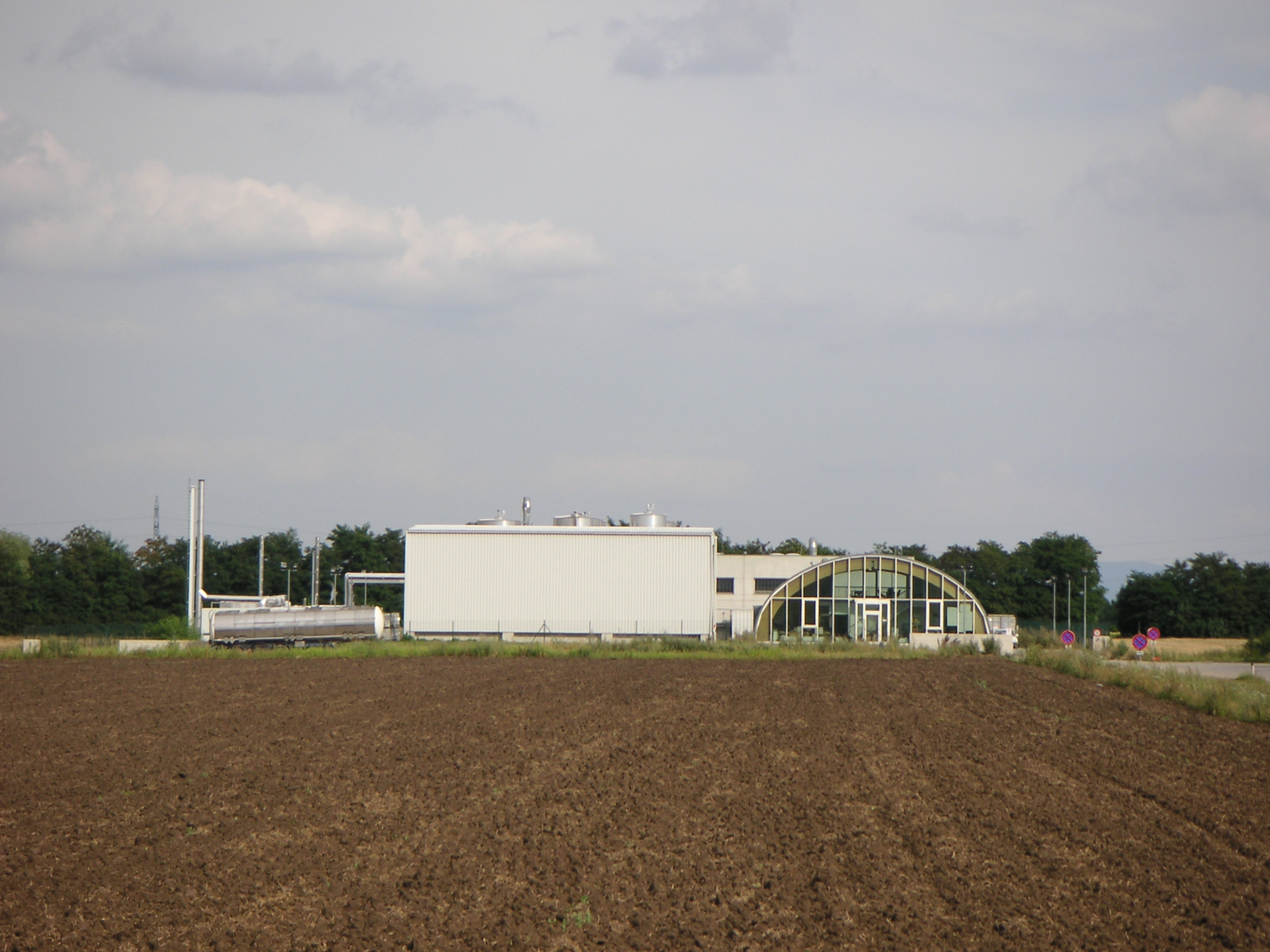
Nhà máy sản xuất diesel sinh học tại Zistersdorf (Áo)

### Sản xuất diesel sinh học từ cây cải dầu
Với điều kiện ở châu Âu thì cây cải dầu (Brassica napus) với lượng dầu từ 40% đến 50% là cây thích hợp để dùng làm nguyên liệu sản xuất diesel sinh học. Dầu được ép ra từ cây cải dầu, phần còn lại được dùng trong công nghiệp sản xuất thức ăn cho gia súc. Trong một phản ứng hóa học đơn giản giữa dầu cải và mêtanol có sự hiện diện của một chất xúc tác, glyxêrin và mêtanol trao đổi vị trí cho nhau, tạo thành methyl este của axít béo và glyxêrin.

### Ưu và nhược điểm đối với môi trường
Quy trình sản xuất không có chất thải vì tất cả các sản phẩm phụ đều có thể được tiếp tục sử dụng. Bã cây cải dầu được dùng làm thức ăn gia súc và glyxêrin có thể được tiếp tục dùng trong công nghiệp hóa (thí dụ như trong mỹ phẩm).
Thế nhưng cây cải dầu phải được trồng luân canh, tức là chỉ có thể trồng cây cải dầu trên cùng một cánh đồng từ 3 đến 5 năm một lần. Vì nguyên nhân này mà việc tiếp tục tăng sản xuất cải dầu là một việc khó khăn.
Một hạn chế khác là diện tích canh tác. Hiện nay (2006) ở Đức có hơn 1,2 triệu hecta, tức 1/10 diện tích canh tác nông nghiệp, được dùng để trồng cây cải dầu. Theo nhiều chuyên gia, việc mở rộng diện tích canh tác lên khoảng 1,5 triệu hecta là điều không thể. Do đó, tối đa nước Đức chỉ có thể sản xuất được vào khoảng 2 triệu tấn diesel sinh học. Trong khi đó nhu cầu dầu mỏ hiện nay của nước Đức là vào khoảng 130 triệu tấn hằng năm.
Ngoài ra, việc sản xuất diesel sinh học từ cây cải dầu cần dùng rất nhiều năng lượng cho phân bón và xử lý tiếp theo và vì thế tiêu hủy một phần lớn tiềm năng tiết kiệm năng lượng.

## Tiềm năng thị trường của diesel sinh học
Diesel sinh học được tạo thành từ một phản ứng hóa học rất đơn giản. Diesel sinh học có nhiều ưu điểm đối với môi trường so với diesel thông thường: Diesel sinh học từ cây cải dầu phát sinh khí thải ít hơn rất nhiều so với nhiên liệu hóa thạch. Bụi trong khí thải được giảm một nửa, các hợp chất hyđrocacbon được giảm thiểu đến 40%. Diesel sinh học gần như không chứa đựng lưu huỳnh, không độc và có thể được dễ dàng phân hủy bằng sinh học. Diesel sinh học hiện nay được coi là một trong những nhiên liệu thân thiện với môi trường nhất trên thị trường. Mặc dầu hiện nay có thể mua diesel sinh học tại rất nhiều trạm xăng (riêng tại Đức là 1.900 trạm) nhưng diesel sinh học chưa được người tiêu dùng sử dụng nhiều do có nhiều nguyên nhân: Nhiều người tiêu dùng không tin tưởng vào loại nhiên liệu mới này vì không tưởng tượng được là có thể lái xe dùng một nhiên liệu hoàn toàn từ thực vật. Một vấn đề khác là rất nhiều người không biết chắc chắn là liệu ô tô của họ có thể sử dụng được diesel sinh học hay không.
Thiếu thông tin cho người tiêu dùng và các câu hỏi về hư hỏng sau này do diesel sinh học gây ra có thể là những vấn đề lớn nhất cho việc chấp nhận rộng rãi việc dùng diesel sinh học. Tại châu Âu đã nhiều lần có ý kiến cho là nên pha thêm vào nhiên liệu diesel thông thường khoảng từ 3% đến 5% diesel sinh học vì phần diesel sinh học này được coi là không có hại ngay cả cho những xe cơ giới chưa được trang bị thích hợp. Ở Pháp việc này đã được thực hiện từ lâu: Diesel thông thường được pha trộn thêm lượng diesel sinh học mà nông nghiệp nước Pháp có khả năng sản xuất. Tại Pháp chất lượng diesel thông thường có thành phần diesel sinh học là 5%, tránh được các nhược điểm kỹ thuật.
Từ đầu năm 2004 các trạm xăng ARAL và Shell ở Đức đã bắt đầu thực hiện chỉ thị 2003/30/EC của EU mà theo đó từ ngày 31 tháng 12 năm 2005 ít nhất là 2% và cho đến 31 tháng 12 năm 2010 ít nhất là 5,75% các nhiên liệu dùng để chuyên chở phải có nguồn gốc tái tạo.
Tại Áo một phần của chỉ thị của EU đã được thực hiện sớm hơn và từ ngày 1 tháng 11 năm 2005 chỉ còn có dầu diesel với 5% có nguồn gốc sinh học là được phép bán.

## Các lựa chọn khác
Ngoài ra cũng cần phải nhắc đến các lựa chọn thích hợp khác cho diesel sinh học. Người ta cũng có thể sử dụng nhiên liệu dầu thực vật trực tiếp không cần phải chuyển đổi este. Tùy theo loại động cơ mà phải thay đổi một số thông số cho động cơ Diesel để điều chỉnh thích ứng với các tính chất vật lý khác đi.
Trong tương lai sẽ còn có nhiên liệu sinh khối lỏng (tiếng Anh: Biomass to Liquids) thay vì là dầu thực vật sẽ sử dụng toàn bộ khối lượng của cây như là nguồn cung cấp năng lượng. Các thử nghiệm đầu tiên với nhiên liệu sinh học tổng hợp này đã được tiến hành từ tháng 4 năm 2003 tại Đức. Loại nhiên liệu này, gọi là SunDiesel, được sản xuất từ gỗ và các loại sinh khối khác.